# شارل بوآیه
شارل بوآیه (به فرانسوی: Charles Boyer) (زاده ۲۸ اوت ۱۸۹۹ - درگذشته ۲۶ اوت ۱۹۷۸) بازیگر فرانسوی است که در بیش از هشتاد فیلم در بین سال‌های ۱۹۲۰ تا ۱۹۷۶ ایفای نقش کرده‌است.
او پس فارغ‌التحصیلی در رشتهٔ تئاتر پا به عرصهٔ نمایش گذاشت و در دههٔ ۳۰ میلادی موفقیت‌هایی کسب کرد.
او به زبان های فرانسوی، انگلیسی، ایتالیایی، آلمانی و اسپانیایی می توانست صبحت کند.

## جوایز
بوآیه چهار بار نامزد دریافت جایزه آکادمی برای بهترین بازیگر مرد شد.

## بخشی از فیلمشناسی
- نبرد (۱۹۳۴)
- جهان‌های خصوصی (۱۹۳۵)
- شانگهای (۱۹۳۵)
- تاریخ شب‌ها ساخته می‌شود (۱۹۳۷)
- فتح (۱۹۳۷)
- الجزایر (۱۹۳۸)
- رابطه عاشقانه (۱۹۳۹)
- همه اینها به اضافه بهشت (۱۹۴۰)
- جلوی سحر را بگیرید (۱۹۴۱)
- داستان‌های منهتن (۱۹۴۲)
- چراغ گاز (۱۹۴۴)
- بانوی جنگجو (۱۹۴۴، تنها نسخه فرانسوی) در نقش راوی
- طاق نصرت (۱۹۴۸)
- سیزدهمین نامه (۱۹۵۱)
- گوش‌واره‌های مادام... (۱۹۵۳)
- دور دنیا در هشتاد روز (۱۹۵۶)
- بوکانیر (۱۹۵۸)
- فانی (۱۹۶۱)
- چهار سوار سرنوشت (۱۹۶۲)
- یاغی‌ها (۱۹۶۴)
- چگونه یک میلیون بدزدیم (۱۹۶۶)
- کازینو رویال (۱۹۶۷)
- پابرهنه در پارک (۱۹۶۷)
- گول‌خوردگان (۱۹۶۹)
- افق گمشده (۱۹۷۳)